# بخش تیلور کریک (شهرستان هاردین، اوهایو)
بخش تیلور کریک (به انگلیسی: Taylor Creek Township) یک منطقهٔ مسکونی در ایالات متحده آمریکا است که در شهرستان هاردین، اوهایو واقع شده‌است.
 بخش تیلور کریک ۷۲٫۲ کیلومتر مربع مساحت و ۵۲۱ نفر جمعیت دارد و ۳۲۵ متر بالاتر از سطح دریا واقع شده‌است.